# 大西進
大西 進（おおにし すすむ、1931年 - ）は、三重県出身の作曲家、うたごえ運動活動家。

## 代表作品
（ ）内は作詞者。無しは大西自身の作詞。

1967年
- われらその道を行く -日本共産党を主題とする歌- （片羽登呂平）[1]

1968年
- あかつきの空に
- ベトナムへ送るまい - ベトナム参戦国の母や妻たちに 日本の婦人より（窪田亨）
- 祖国築くぼくら -中央合唱団創立20周年記念創作曲- （渡辺一利）

1969年
- 太陽をとどけに　- 「赤旗」配達員の歌 - （小森香子）[2]
- 夾竹桃のうた（藤本洋）

1970年
- あたらしい太陽は昇る（金子静江）
- タンポポ（小森香子）
- 国じゅう一つに[3]

1971年
- 青い空は（小森香子）

1992年
- 朝焼けの空 -日本共産党を主題とする歌- （鈴木太郎）[4]

2002年
- お帰りなさい（曽我ひとみ）[5]

2015年
- マララとわたし（藤沢一三）